# Parler (réseau social)
 (22 février 2025).
Parler (/ˈpɑɹlɚ/) est un réseau social américain de microblogage lancé en août 2018. Il est initialement financé par le milliardaire américain Robert Mercer et sa fille Rebekah.
Il se décrit comme impartial, attaché à la liberté d'expression, mais est surtout présenté par les médias comme un « clone de Twitter, » ou « le Twitter de la droite » acceptant « les propos racistes, antisémites et xénophobes » ou « complotistes ».
Un « parley » (« négocier » ou « pourparlers » en anglais) est un message, l'équivalent d'un tweet.

## Historique
Le site est lancé en 2018 par John Matze, un entrepreneur libertarien. Il voit son nombre d'utilisateurs augmenter significativement fin juin 2020. En juillet 2020, il est remarqué comme servant de « refuge » aux conservateurs américains dont les comptes ont été fermés sur Twitter depuis que ce dernier réseau sévit contre les messages du président Donald Trump en alertant sur les informations qu'il y diffuserait. Ces comptes sont d'ailleurs volontairement mis en avant par l'application. Les médias d'extrême droite y sont également largement représentés, : au-delà des conservateurs, des comptes liés à la mouvance QAnon, au Ku Klux Klan, à des néonazis ou au suprémacisme blanc sont enregistrés sur l'application,. Des personnalités politiques françaises sont également présentes comme Marion Maréchal, Jean Messiha, Damien Rieu ainsi que d'autres personnes issues de la « fachosphère »,.
L'élection présidentielle américaine du 3 novembre 2020 a pour conséquence une explosion du nombre de téléchargements de l'application Parler, avec plus d'un demi-million de téléchargements pour le seul dimanche de l'élection et pratiquement un doublement de son nombre d'abonnés,,.
Au lendemain de la suspension du compte Twitter de Donald Trump le 8 janvier 2021, Google et Apple annoncent leur volonté de supprimer l'application de leur magasin d'applications si le réseau social ne met pas en place une équipe de modération visant à lutter contre les contenus extrémistes. L'assaut du Capitole des États-Unis par des partisans de Donald Trump y est aussi largement commenté au milieu de multiples fake news.
Le 11 janvier 2021, Amazon Web Services suspend l'hébergement du site, qui devient inaccessible,,,. Le propriétaire du site engage des poursuites contre Amazon. Le même jour, il est révélé que les données publiques de Parler (messages, contenus des profils, photos et vidéos avec leurs données EXIF, etc.) ont été récupérées et archivées, en tirant parti de la conception technique de piètre qualité du site.
John Matze, le PDG de Parler, est renvoyé début février 2021 par l'actionnaire principale, la milliardaire Rebekah Mercer, et remplacé par Mark Meckler, lequel est principalement connu pour être à l’origine des Tea Party Patriots, un mouvement issu du Tea Party.